# کژدم زرد ایرانی
کژدم زرد ایرانی (نام علمی: Odontobuthus doriae) نام یک گونه از سرده Odontobuthus از خانواده کژدم‌های دم‌کلفت است. زیستگاه این گونه در کشورهای ایران و عراق می‌باشد.